# 金魚のジョン
「金魚のジョン」（きんぎょのジョン）は、2020年10月〜11月に、NHKの音楽番組『みんなのうた』で放送された楽曲。作詞・作曲：ホタルライトヒルズバンド、編曲：中村"tono"僚、歌：ホタルライトヒルズバンド。